# Ryn (Ostróda)
Pour les articles homonymes, voir Ryn (homonymie).
Ryn est un village polonais de la voïvodie de Varmie-Mazurie, dans le powiat d'Ostróda.

## Histoire
De 1818 à 1945, Rhein fait partie de l'arrondissement d'Osterode-en-Prusse-Orientale (de) dans le district de Königsberg au sein de la province de Prusse-Orientale.